# Вассалы Китая

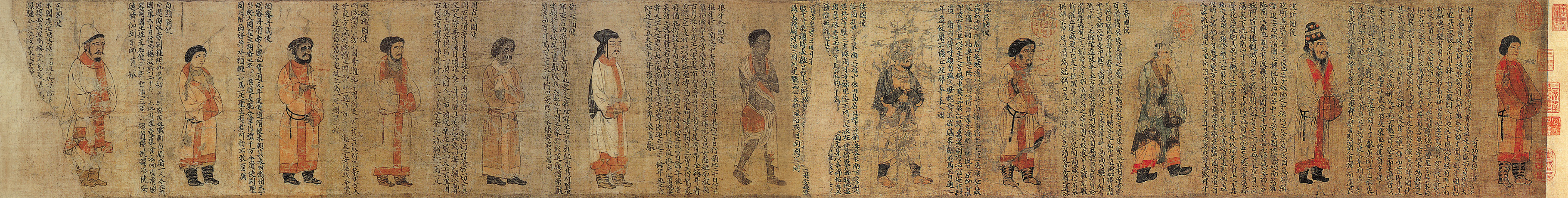
Послы реальных и мнимых вассалов Китая с данью справа налево: авары (эфталиты); Персия; Пэкче (Корея); Куча; Ва (Япония); Лангкасука (в современной Малайзии); Денжи (鄧至) (Цян); Жугуке (周古柯), Хебатан (呵跋檀), Хумидан (胡密丹), Байти (白題, похожи на эфталитов, жили рядом с ними); Mo (Черчен). Изображение VI века н.э.

Вассалы Китая — государства и народы, которые в разное время признавали сюзеренитет императоров Китая и платили им дань. При этом любое иностранное посольство рассматривалось как посольство от вассала Китая, что приводило к искажению политической картины мира.

## Внутренние и внешние вассалы
Все вассалы Китая подразделялись на две категории — «фань» (внутренние) и «шу» (внешние). Такое деление соответствовало конфуцианским представлениям о семье, которая имеет близких и дальних родственников. 
Внутренними вассалами (фань) были народы, жившие на территориях, находившихся в определенные периоды под прямой юрисдикцией китайских властей, как, например, Монголия в период династий Мин и Цин, или те, на территории которых периодически находились китайские резиденты (например, Тибет), а также племена и народности, не имевшие государственности и от случая к случаю имевшие контакты с китайскими чиновниками (например, нивхи, нанайцы, орочи, удэгейцы, айны)
Внешними вассалами (шу) были практически независимые государства. Например, на протяжении многих веков таким вассалом Китая была Корея. Другие государственные образования (например, государство Рюкю и вьетнамское государство Намвьет) также были вассалами Китая в те или иные эпохи.
Отношениями с вассалами Китая занималось министерство ритуалов (Либу).
Важным ритуалом было испрашивание у китайского императора согласия на правление каждого нового правителя вассального государства. Если император был согласен с предложенным кандидатом, то он посылал ему государственную нефритовую печать. 
Все вассалы Китая также платили дань китайским императорам в той или иной форме. Разница между вассалами категорий «фань» и «шу» состояла в том, что вассалы категории «фань» платили дань по месту их жительства, так как «они были дикими и не знали должным образом этикет Либу», а вассалы категории «шу» отправляли даннические посольства в столицу империи. Уплата дани имела не столько фискальное, сколько символическое, религиозно-ритуальное значение, а сами уплачивающие дань получали от китайского императора в ответ «подарков» на сумму большую или более статусно ценные вещи чем сама дань. Ещё в эпоху Чжоу (1045 – 256 до н.э.) власть чжоуского вана (сына неба) держалась на том, что он имел «небесное повеление» (небесный мандат), дающий ему «благую» силу дэ, цивилизационную «благодать» которую он распространял на все земли которыми он владел и земли его вассалов и что он контролировал напрямую очень небольшие территории и земли, в сравнении с другими удельными князьями, которые подчинялись ему прежде всего не как самому сильному, а именно «сыну неба» потому, что удельные князья должны были регулярно прибывать на поклон к чжоускому вану, привозить ему дань, а в замен получали ответные дары, которые были не просто дорогие вещи, они несли в себе частичку силы «дэ» которую от неба мог получить только сам чжоуский ван, соответственно возвращаясь обратно в свои земли эти князья собирали своих подчинённых и их одаривали дарами из подаренных чжоуским ваном и в вместе с материальными объектами эта сила дэ переходила всё ниже по иерархии до самых мелких клановых вождей, соответственно возможность эту частичку
получать была настолько привлекательна, что вассалами чжоуского вана часто стремились стать государства очень далёкие как географически так и культурно от Чжоу.
Для сбора дани с вассалов категории «фань» направляли чиновников Либу низких рангов. Например, китайская администрация ежегодно учреждала в нижнем течении Амура «временные ямэни» и направляла туда чиновников Либу для сбора дани. Первоначально таким «временным ямэнем» был район нынешнего Хабаровска и Николаевска-на-Амуре. Представители дальневосточных народностей прибывали туда с мехами, речным жемчугом, изделиями местных промыслов, которые они с поклонами вручали китайским чиновникам, получая в обмен подарки — ткани, железные орудия, рис, табак и т. п. Местные народности воспринимали это не как принесение дани Китаю, а как обычный товарообмен — тем более, что во всех местах приема дани организовывалась торговля между китайскими купцами и местными народностями.
Даннические посольства вассалов категории «шу» прибывали в китайскую столицу к зимнему солнцестоянию в декабре. Это символизировало помощь и поддержку Солнцу, а следовательно, и китайскому императору, который считался сыном Неба на земле. При этом только Корее разрешалось отправлять даннические посольства в Пекин ежегодно, а прочим вассалам дозволялось присылать послов с данью лишь раз в три, пять и даже двадцать лет. Посол в присутствии высших чиновников Либу совершал девять земных поклонов (коутоу) перед табличкой с именем императора, передавал через этих же чиновников подарки императору и его ближайшим родственникам, а также подносил дань, состоявшую из определенного чиновниками Либу количества различных ценных вещей и редких животных, имевшихся в вассальной стране. Послы, в свою очередь, получали ответные подарки. Прием посольств, одаривание их подарками, проживание посольств в китайской столице в течение нескольких месяцев обходились недешево — на это тратилось около трети годового государственного бюджета Китая. 
Правители вассальных государств стремились как можно чаще направлять даннические посольства в Пекин, так как членам посольства позволялось торговать привезенными с собой товарами, а правители вассальных государств, свидетельствуя свою покорность, надеялись получить от Китая поддержку в экстренных случаях. Например, правители Кореи направляли послов в Пекин с просьбами оказать финансовую или военную помощь во время крестьянских восстаний, стихийных бедствий, голода. В переписке Либу с ними часто использовалось образное сравнение: «если не будет скул и губ (Кореи), то зубам и деснам (Китаю) будет холодно». Это означало, что Корея является для Китая военно-политическим буфером относительно других стран Восточной Азии. 
Важное место в отношениях китайских императоров с вассалами занимали династические браки. Например, из сорока жен императора Канси (четвёртый представитель маньчжурской династии рода Айсиньгёро, правивший всем Китаем во время империи Цин) две были монголками из родов монгольских правителей, а из двадцати дочерей этого императора семь были выданы замуж за монгольских ханов.

## Япония
Растущее мирное распространение иностранной культуры в VII–VIII веках ослабило идеологические основы японского общества, основанные на синтоизме. Наиболее заметным проявлением этого процесса стала неудачная попытка смены правящей династии буддийским монахом Докё. Иммигранты из Кореи и Китая активно предпринимали попытки пересмотреть синтоистский миф, создавая генеалогические списки, связывающие их с божествами синтоизма. Японская аристократия, возглавляемая кланом Фудзивара, стремилась к самогерметизации, чтобы предотвратить проникновение чуждых элементов в свою кастовую систему. Однако выбранный ими метод изоляционизма был специфическим: провозглашённое следование традициям предков касалось в основном социальной сферы, что теоретически могло бы полностью заблокировать потенциал развития. Тем не менее образование, наука и технологии не входили в концепцию национальной культуры, поэтому препятствий для заимствования достижений континента в этих областях практически не было. Японское государство отказалось от вмешательства в военные и политические дела на Корейском полуострове, но сохранило интерес к культурному взаимодействию с материком. Теперь приоритеты изменились: вместо государств Корейского полуострова японцы обратили внимание на Китай, который стал основным источником культурной информации в области науки, техники и государственного строительства. Этот выбор был оправдан, так как после распада Пэкче и Когурё беженцы из этих стран стали основными носителями знаний о Китае. Японское государство использовало беженцев в качестве источников знаний о Китае, что было обусловлено осознанием военного превосходства Китая и зависимости Силлы от империи Тан.
Государству Ямато удалось организовать несколько миссий ко двору китайского императора династии Суй. Помимо решения дипломатических вопросов, целью этих миссий было изучение буддизма. Хроника «Суйшу» упоминает о втором посольстве в 607 году, когда посольство Ямато отправило несколько десятков послушников для изучения буддизма при дворе. Таким образом, одной из основных целей контактов с Китаем было получение знаний и навыков работы с информацией. Япония продолжала отправлять миссии в Танский Китай. Всего за период с 630 по 894 год было организовано 19 миссий (630, 653, 654, 659, 665, 669, 701, 716, 732, 746, 750, 759, 761, 762, 775, 778, 801, 834, 894), хотя некоторые из них были отменены по разным причинам. Кроме того, в число 19 упомянутых миссий входят также те, которые были не совсем «настоящими»: 12-я миссия 759 года, целью которой была встреча и сопровождение предыдущего посольства, 14-я миссия 762 года, отменённая из-за проводов посла империи Тан, а также 5-я (665) и 16-я (778) миссии, отправленные с теми же церемониальными целями. В итоге в Танский Китай было отправлено всего 11 полноценных миссий. Обычно их возглавляли чиновники четвёртого ранга, то есть более высокого ранга, чем послы в Силлу и Бохай (пятый и шестой ранги), но высшая японская аристократия не участвовала в этих миссиях, что указывает на ограниченные политико-дипломатические задачи, стоявших перед посольствами. Пребывание в Китае было довольно длительным (обычно около трёх-четырёх лет), так как миссии должны были выполнять не только церемониальные визиты к императору и подношения дани, но и собирать информацию, необходимую для государственного строительства в Японии. Первое посольство в VIII веке в 701 году, отправленное с 32-летним перерывом из-за кризиса на Корейском полуострове, задержалось на семь лет, а буддийские монахи провели в Китае от десяти до двадцати лет. В VII веке первые посольства к танскому двору состояли из одного или двух кораблей (каждый с 120–160 чел). В VIII веке отправлялось уже четыре корабля. Самое большое посольство было отправлено в 838 году — более 600 человек. Япония, будучи зависимой от Китая как источника информации, не принимала практику инвеституры (получения печати от танского императора, удостоверяющей легитимность японского императора) и, таким образом, оставалась независимым государством. Несмотря на явное недовольство, Танской империи пришлось с этим смириться. Но именно поэтому отношение к Японии было гораздо прохладнее, чем к другим близлежащим странам. 
Морское путешествие было сопряжено с большими опасностями, кораблекрушения случались часто, и в VIII веке погибала примерно треть личного состава миссий. Раньше ситуация была лучше: японский морской маршрут проходил по кратчайшему и наиболее безопасному пути — корабли отправлялись из северной части острова Кюсю и следовали к Корейскому полуострову через Корейский пролив, останавливаясь на островах Ики и Цусима. Затем они плыли вдоль корейского побережья Жёлтого моря на север, пересекали море и высаживались на полуострове Шаньдун (так называемый «северный» или «Силланский» путь). Однако этот путь в Китай занимал много времени из-за длительных сухопутных путешествий и требовал сотрудничества с корейскими государствами Пэкче и Силла. С ухудшением отношений с Силла японские миссии всё чаще выбирали «южный маршрут» через Восточно-Китайское море, который был гораздо опаснее. Стоит учесть, что по сравнению с другими странами японцы были плохими мореплавателями, и их корабли не были оснащены поворотными парусами, а движение против ветра осуществлялось с помощью вёсел. Строительство двухмачтовых парусных судов, на которых отправлялись миссии, было редким событием, о котором упоминалось в летописях. Когда японцы добирались до материка и возвращались на попутных судах Силла, путешествие обычно проходило успешно. В состав миссий входили дипломаты, специалисты (врачи, астрологи, фармацевты, ремесленники), знатоки китайской письменности и монахи; экипаж кораблей составляла 40 % от общего числа участников миссии (несовершенство конструкции судов компенсировалось мускульной и гребной силой). Кроме выполнения политических и этикетных задач, миссии служили источниками разнообразной письменной информации — для приобретения книг выделялись специальные средства.
Количество людей, посещавших Китай, было небольшим, поэтому основным источником знаний для японцев стали книги. Они изучали, копировали и распространяли их под контролем государственных структур. Японцы платили дань Китаю природными ресурсами, тканями, растительным маслом и сладостями. Несмотря на ограничения на импорт книг, японцы отправляли официальные посольства в Китай, где имели больше возможностей для покупки книг. Ситуация изменилась во второй половине VIII века, когда ограничения на экспорт были смягчены или отменены. Это привело к росту международной торговли, в том числе книжной, которую осуществляли китайские и силланские купцы. Японский двор пытался сохранить государственную монополию на информацию, но это не удалось. Китайские книги стали стратегическим товаром для японцев, и они тщательно охраняли их. Многие японские дипломаты и студенты обучались в Китае и привозили оттуда книги. Хотя интенсивность контактов Японии с Китаем была меньше, чем у Силла, японцы были хорошо знакомы со всеми аспектами китайской государственной жизни. Согласно описи, сделанной в конце IX века, государственное хранилище Японии содержало около 16 693 свитков, связанных с наукой управления государством. К этому времени центр политической власти Японии уже потерял свою значимость, и отсутствие интереса Китая к Японии помогло выбирать японцам и интерпретировать информацию с учётом господствующих условий и менталитета.
С 632 по 778 год из Китая в Японию было отправлено восемь миссий, пять из которых пришлись на период с 664 по 671 год. Это было связано с проблемами передела сфер влияния после объединения Кореи под эгидой Силла. После установления стабильности на Корейском полуострове следующее китайское посольство прибыло в Японию спустя 90 лет — в 761 году. Большинство посольств отправлялось не от имени танского императора, а от военной администрации Китая в Корее. Обмен посольствами с Силла также сыграл важную роль в приобщении японцев к дальневосточной цивилизации. С правления императора Тэмму до конца VIII века в Японию было отправлено 39 посольств. Отношения между Японией и Силла были благоприятными после объединения Корейского полуострова под её эгидой. Однако Япония рассматривала Силла как вассальное государство. Число японских посольств в Силла в этот период составило всего 23. После возникновения царства Бохай на северных границах Силла правители Силла решили заключить мир с империей Тан и увеличить своё недовольство к гегемонистскими притязаниями Ямато. В период правления императрицы Дзито посольства Силлы прибывали примерно раз в два года, а при императоре Момму — раз в три года. После признания Силла Китаем контакты между Японией и Силла постепенно стали угасать и прекратились после 779 года. 
Другая страна, с которой Япония поддерживала тесные связи на протяжении VIII века, была Бохай. Это государство возникло в конце VII века и прекратило своё существование после завоевания киданями в 926 году. Правящую династию основал выходец из Когурё Тэ Чоён. Большинство населения составляли мохэ — общее название группы тунгусских племён. Бохай включал Ляодун, северную часть Корейского полуострова и юг современного Приморского края России. Поскольку территория Бохая охватывала значительную часть бывшего Когурё, граничила с Силла и Тан, между этими странами часто возникали конфликты. Япония считала Бохай варварской страной и своим вассальным государством, что было важно для укрепления национального самосознания в условиях попыток Силла избавиться от этой зависимости. Первое посольство Бохая в Японию прибыло в 727 году и было принято императором Сёму. Всего за время существования государства в Японию было отправлено 34 миссии, особенно много их стало с начала IX века. В VIII веке в Японию прибыло 14 посольств. Поначалу бохайские посольства стремились использовать Японию как военного и дипломатического союзника, но со второй половины VIII века в отношениях двух стран всё больше преобладали церемониальные и обменные цели. Бохайские посольства дарили японскому двору меха, женьшень и мёд, а японцы отправляли им ткацкие изделия и лаковые изделия. Начиная с 728 года, Япония отправила в Бохай 13 миссий, последняя из которых датируется 810 годом. Япония использовала бохайские посольства и свои посольства в Бохае для получения информации о событиях на Корейском полуострове и в Китае. Кроме того, Япония пыталась установить путь в Китай через территорию Бохая, но эта попытка не увенчалась успехом из-за нестабильных отношений с Силла. Бохай был единственной страной, с которой Япония продолжала поддерживать дипломатические контакты в IX–X веках вплоть до распада государства. Следует отметить, что в IX–X веках эти контакты стали односторонними — посольства отправляло только государство Бохай. Последний официальный контакт с Силла датируется 779 годом, с империей Тан — 838 годом.
После смерти императрицы Сётоку, когда линия императоров, происходящих от Тэмму, прервалась и власть перешла к линии, происходящей от Тэнти, Япония снизила свои «имперские» амбиции на международной арене и стала развивать более «изоляционистский» подход, что было обусловлено её географическим положением и экономическим приспособлением к окружающей среде, а также конкретными историческими обстоятельствами. Прежде всего, исчезло ощущение угрозы со стороны континента: и империя Тан, и Силла были сосредоточены на своих внутренних проблемах. Показательным является то, что в 792 году, во время военных кампаний против эмиси, Япония значительно сократила свою армию: военная служба была отменена повсеместно, за исключением регионов, непосредственно граничащих с эмиси (провинции Муцу, Дэва, остров Садо) и региона Сайкайдо, что указывает на глубокие изменения в природе японского государства, которое становилось всё более «интровертным».
Изменение политической ситуации на Дальнем Востоке стало одной из основных причин быстрого исключения Японии из системы международных отношений в регионе. Представление Японии о себе как о локальном гегемоне также потеряло свою актуальность. Когда в 918 году государство Корё (Когурё), покорившее Силла в 935 году и объединившее Корейский полуостров, восстановило свою независимость, оно выразило желание восстановить официальные контакты с Японией и даже согласилось выплачивать дань, признав себя вассальным государством. Однако Япония отклонила это предложение. Осознав свою самодостаточность, Япония отказалась устанавливать дипломатические отношения с преемницей Тан — империей Сун.
Торговые связи не прекратились, но перешли в частные руки, и морская торговля велась преимущественно китайскими и корейскими (но не японскими) купцами. Свидетельством дипломатических и других контактов с материком является коллекция сокровищницы храма Тодайдзи — Сёсоин  (старейшее сохранившееся здание храмового комплекса). Начало её формированию положила вдова императора Сёму, Комей, подарившая храму предметы, которые император особенно ценил. С тех пор коллекция пополнялась различными предметами. Её значимость признана настолько высокой, что сейчас она считается символом нации. С 1875 года экспонаты коллекции можно увидеть только с разрешения императора. Коллекция состоит из трёх частей. Первая — предметы, подаренные Комей (около 700 предметов, в основном континентального происхождения). Вторая — предметы буддийского культа, собранные храмом Тодайдзи, включая предметы периода Хэйан и церемониальные предметы. Третья — древние документы, хранящиеся в Сёсоин. Самостоятельную ценность представляют китайские книги периодов Суй и Тан, переданные в коллекцию уже в эпоху Мэйдзи. География происхождения предметов коллекции обширна: помимо Китая и Кореи, это страны Ближнего Востока, Индия, Персия, Суматра, Таиланд и Бирма. Однако эти произведения искусства и культуры попали в Японию через посредничество Китая и Кореи, куда они прибыли по Великому шёлковому пути. В любом случае, предметы из Сёсоин отражают широкие контакты танского Китая и Кореи, а не Японии. Большинство японцев контактировали с представителями континентальной культуры через переселенцев с Корейского полуострова, что подтверждается генеалогическими списками «Синсэн сёдзироку», по данным которых около трети японской элиты составляли выходцы из Кореи и Китая.
Японцы стремились привлечь специалистов, в услугах которых они нуждались. Пример такого стремления — история переезда китайского монаха Гандзина. Однако намеренный поиск специалистов с материка был скорее исключением, чем правилом из-за ограниченного количества контактов с континентом. Проявляя интерес к опыту материка, особенно китайскому, и моделируя государственное строительство по китайскому образцу, японцы использовали в основном письменные источники и помощь подготовленных кадров из Китая и Кореи. Этот исторический опыт сформировал стереотипы культурного и исторического поведения японцев на протяжении большей части последующего исторического периода: мудрость приобретается через письменное слово, а не через активный поиск контактов с внешним миром, ожидая, пока этот мир сам обнаружит вас. С IX века китайские торговцы активно действовали в Японии, однако в самой Японии был введён запрет на отправку частных торговых кораблей на континент. Аналогичная ситуация сложилась с прибытием португальских торговцев в XVI веке: именно они, а не японские купцы, отвечали за морские перевозки. Контакты Японии с внешним миром в период Токугава также соответствовали этой схеме: японцы соглашались принимать иностранные корабли, но не отправляли свои.
В целом, оценивая отношения Японии с внешним миром, можно сказать, что обмен информацией преобладал над товарообменом, который ограничивался предметами роскоши. Японцев больше интересовали идеи и технологические новшества, а не готовые продукты. Их интерес был сосредоточен главным образом на Китае, Корее и Бохае. Важно отметить, что первая попытка прямого проникновения в страну буддизма — Индию — произошла только во второй половине IX века (путешествие туда сына императора Хэйцэя, принца Такаока, которое закончилось его смертью в пути).